# Gobernación Occidental
Gobernación Occidental o Gharbia (en árabe: محافظة الغربية‎ Muḥāfaẓah Al Gharbeya) es una de la veintisiete gobernaciones en que se divide la República Árabe de Egipto. Esta gobernación está localizada al norte del país, en el delta del Nilo, al sur de la gobernación de Kafr el Sheij y al norte de Menufia.  Su capital es la ciudad de Tanta, ubicada a 90 kilómetros de El Cairo y a unos 120 kilómetros de Alejandría.  La ciudad más grande en siGharbia es El-Mahalla El-Kubra.

## Demografía
| Población Histórica de la Gobernación Occidental | Población Histórica de la Gobernación Occidental | Población Histórica de la Gobernación Occidental |
| Año                                              | Habitantes                                       | Censo de Población                               |
| ------------------------------------------------ | ------------------------------------------------ | ------------------------------------------------ |
| 1986                                             | 2 870 960                                        | Censo egipcio de 1986                            |
| 1996                                             | 3 404 339                                        | Censo egipcio de 1996                            |
| 2006                                             | 4 011 320                                        | Censo egipcio de 2006                            |
| 2017                                             | 4 999 633                                        | Censo egipcio de 2017                            |
| 2020                                             | 5 254 088                                        | Estimaciones del CAPMAS                          |
| 2027                                             | -                                                | Censo egipcio de 2027                            |

## Regiones con población estimada en julio de 2017
- Al-Maḥallah al-Kubrā 795,468
- As-Sanṭah  482,189
- Basyūn 297,379
- Kafr az-Zayyāt 457,277
- Quṭūr 339,538
- Samannūd 399,473
- Ṭanṭā 686,575
- Ziftā 430,542